# بازی تریپل ای

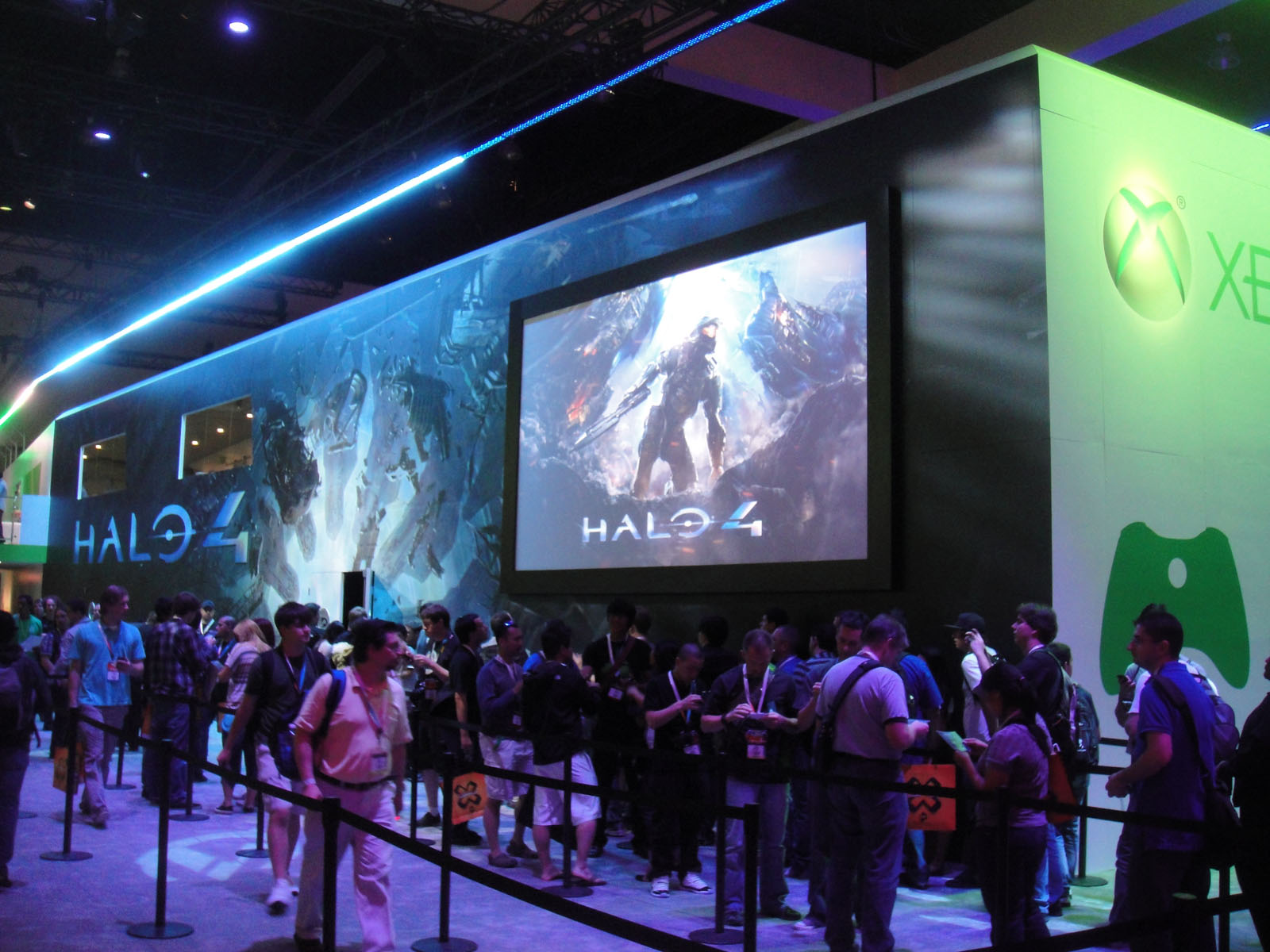
بازی تریپل ای

بازی تریپل ای یک اصطلاح در صنعت بازی ویدئویی است که برای اشاره و طبقه‌بندی بازی‌هایی با بالاترین بودجه توسعه، کیفیت بالای گرافیک و گیم‌پلی، میزان فروش و ارتقاء سطح صنعت، استفاده می‌شود. این بازی‌ها در زمان انتشار نمره‌های بالایی از مجلات و وب-سایت‌های معتبر دریافت می‌کنند و با توجه به این نمرات خوب، اکثراً فروشی بالاتر از ۱ میلیون نسخه دارند.